# 凯拉拉斯
凯拉拉斯（Kailaras），是印度中央邦Morena县的一个城镇。总人口21930（2001年）。

## 人口
该地2001年总人口21930人，其中男性11918人，女性10012人；0—6岁人口3590人，其中男1924人，女1666人；识字率61.83%，其中男性为72.60%，女性为49.02%。